# Tom Perrotta

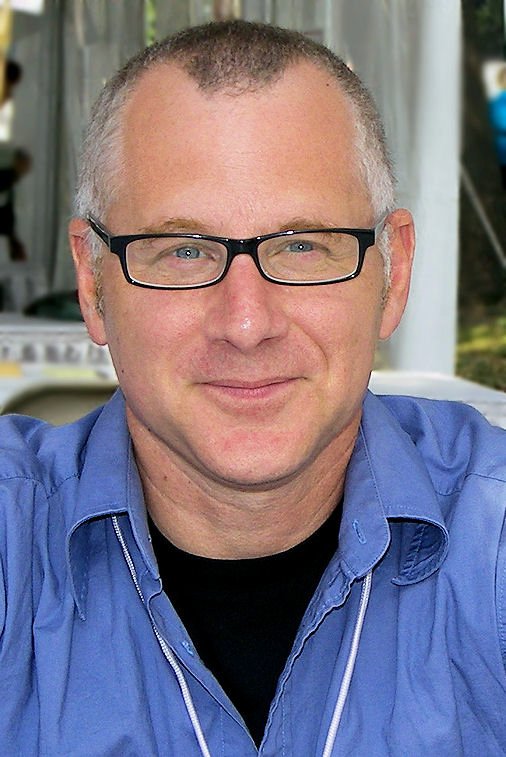
Tom Perrotta (2007)

Thomas R. Perrotta (* 13. August 1961 in Garwood, New Jersey) ist ein US-amerikanischer Schriftsteller und Drehbuchautor.

## Leben
Perrotta entstammte einer katholischen italienisch-albanischen Familie aus Italien. Bereits im Schulalter schrieb er für seine Schülerzeitung Kurzgeschichten. An der Yale University machte er seinen Bachelorabschluss im Fach Englisch und ging danach an die Syracuse University, wo er mit dem Grad Master of Arts in Kreativem Schreiben abschloss. Einer seiner Lehrer dort war Tobias Wolff.
Perrotta ging in der Folgezeit als Dozent für Kreatives Schreiben an die Harvard University. In diesen Jahren vollendete er drei Romane, von denen bis heute nur zwei publiziert wurden. 1994 veröffentlichte er eine Sammlung mit Kurzgeschichten. 1997 folgte sein erster Roman The Wishbones.
Perrottas Roman The Election wurde von Filmregisseur Alexander Payne als Vorlage für einen Film entdeckt und 1998 als Buch veröffentlicht. Der Film selbst kam im April 1999 mit den Darstellern Matthew Broderick und Reese Witherspoon in die Kinos.
Sein Roman Little Children war im Jahre 2004 Perrottas Durchbruch. Er wurde vielfach ausgezeichnet. Das Drehbuch für die Verfilmung aus dem Jahre 2006, das er zusammen mit Todd Field schrieb, wurde für mehrere Filmpreise nominiert, so auch zur Oscarverleihung 2007. Danach schrieb er noch weitere Drehbücher, so für Rob Greenbergs Barry and Stan Gone Wild. Sein Roman The Leftovers (deutsch: Die Verlassenen) über den Umgang der Mitglieder einer Kleinstadtfamilie mit den Folgen einer rätselhaften globalen Katastrophe, ist die Vorlage zur HBO-Serie The Leftovers. Zu seinem Roman Mrs Fletcher ist ebenfalls eine Verfilmung durch HBO angekündigt (Hauptrolle: Kathryn Hahn).
Perrotta war 2007 Gastdozent auf Einladung von Dennis Lehane am Eckerd College in St. Petersburg (Florida). Die beiden Schriftsteller hatten sich vorher an der Stonecoast Writers Conference in Portland (Maine) kennengelernt.
Perrotta ist seit 1991 verheiratet und lebt mit Ehefrau und zwei Kindern in dem Vorort von Boston, in Belmont (Massachusetts).

## Veröffentlichungen
Romane
- The Wishbones. Novel, 1997.
- Election. Novel, G. P. Putnam, New York City 1998, ISBN 0-399-14366-1.
- Joe College. Novel, 2000.
- Little Children. Novel, St. Martin’s Press, New York City 2004, ISBN 0-312-31571-6.
  - Little Children. Roman. Aus dem Englischen von deutsch von Sky Nonhoff, Ullstein Verlag, Berlin 2006, ISBN 3-550-08651-2.
- The Abstinence Teacher. Novel, St. Martin’s Press, New York City 2007, ISBN 978-0-312-35833-4.
- The Leftovers. Novel, St. Martin’s Press, New York City 2011, ISBN 978-0-312-35834-1.
  - Die Verlassenen. Roman. Aus dem Englischen von Jan Schönherr, Heyne Verlag, München 2014, ISBN 978-3-453-26958-3.
- Mrs Fletcher. Novel, Scribner, 2018
  - Mrs. Fletcher. Roman. Aus dem Englischen von Johann Christoph Maass, dtv Verlagsgesellschaft, München 2019, ISBN 978-3-423-28175-1
- Tracy Flick Can’t Win. Scribner, New York 2022, ISBN 978-1-5011-4406-6.

Kurzgeschichten
- The Weiner Man. 1988.
- Wild Kingdom. 1988.
- Forgiveness. 1989–1994
- The Smile on Happy Chang’s Face. 2004.
- Kiddie Pool. 2006.

Sammlungen von Kurzgeschichten
- Bad Haircut: Stories of the Seventies. Bridge Works publishing, Bridgehampton, New York 1994, ISBN 1-882593-05-7.
- Nine Inches. St. Martin’s Press, New York City 2013, ISBN 978-1-250-03470-0.

## Belege
1. ↑  Kathryn Hahn to Star in HBO Comedy Pilot ‘Mrs. Fletcher’, variety.com vom 3. April 2018, abgerufen am 5. Juni 2019

| Personendaten    | Personendaten                                 |
| ---------------- | --------------------------------------------- |
| NAME             | Perrotta, Tom                                 |
| ALTERNATIVNAMEN  | Perrotta, Thomas R.                           |
| KURZBESCHREIBUNG | US-amerikanischer Autor und Drehbuchschreiber |
| GEBURTSDATUM     | 13. August 1961                               |
| GEBURTSORT       | Garwood (New Jersey), USA                     |